# Vaseyanthus brandegeei
Vaseyanthus brandegeei là một loài thực vật có hoa trong họ Cucurbitaceae. Loài này được (Cogn.) Rose miêu tả khoa học đầu tiên năm 1897.